# محمدعلی کاظمی
محمدعلی کاظمی (زادهٔ  ۳۱ تیر ۱۳۷۶) بازیکن فوتبال اهل ایران است که در پست هافبک برای باشگاه فوتبال فولاد خوزستان  در لیگ برتر خلیج فارس  بازی می‌کند.

## دوران باشگاهی

### ذوب‌آهن اصفهان
وی اولین بازی خود در لیگ برتر خلیج فارس را در هفته دوم لیگ برتر فوتبال ایران ۹۹–۱۳۹۸، مقابل باشگاه فوتبال پارس جنوبی جم انجام داد.